# Сидяк, Иван Васильевич
Ива́н Васи́льевич Си́дяк (27 января 1903, Елисаветград — 1 октября 1969, Москва) — советский военный, генерал-майор, участник Великой Отечественной войны и Парада Победы.

## Биография
С 1920 года служил в РККА, участник Гражданской войны (Польский фронт). Член ВКП(б) с 1928 года. В 1938 году окончил академию имени Фрунзе. После окончании академии преподаватель общей тактики в академии имени Фрунзе.

## Великая Отечественная война
С 2 июля по 13 сентября 1941 года был начальником штаба 260-й стрелковой дивизии. В этот период дивизия в составе 50-й армии принимала участие в боях на Брянском направлении. В октябре 1941 года Сидяк И. В. был направлен на ускоренные курсы в академию генштаба. С ноября 1941 года заместитель начальника штаба — начальник оперативного отдела 56-й отдельной армии. С апреля 1942 года заместитель командира 31-й стрелковой дивизии. С июня 1942 года начальник тыла 56 армии.
С августа 1942 начальник штаба управления тыла Северо-Кавказского фронта. В январе 1943 года назначен начальником штаба 6 армии, одновременно заместителем командующего по тылу армии. В сентябре 1942 г. назначен начальником тыла Южного фронта. С января 1943 года заместитель начальника тыла Сталинградского фронта, затем переименованного в Южный фронт, затем переименованного в 4-й Украинский фронт. С июля 1944 года заместитель командующего 43-й армии, в этой должности принимал участие во взятии Кенигсберга. С февраля 1945 года заместитель начальника тыла 3-го украинского фронта. В апреле 1945 года присвоено воинское звание генерал-майор. 24 июня 1945 года в составе сводного полка 3-го Украинского фронта участвовал в Параде Победы в Москве.

## После войны
С июля 1945 начальник тыла 1-й Краснознаменной армии. Участвовал в боях с Квантунской армией в Маньчжурии.
После войны окончил академию имени Ворошилова. В 1950—53 годах службу проходил в Чехословакии, в должности старшего военного советника. Был начальником тыла Южно-Уральского военного округа, заместителем начальника штаба Московского округа ПВО.